# Angelina megye
Angelina megye az Amerikai Egyesült Államokban, azon belül Texas államban található. Megyeszékhelye és legnagyobb városa Lufkin. Lakosainak száma 86 395 fő (2020. április 1.). Angelina megye Nacogdoches, San Augustine, Jasper, Tyler, Polk, Trinity, Houston és Cherokee megyékkel határos.

## Népesség
A megye népességének változása:
| Lakosok száma | 86 934 | 87 320 | 87 488 | 87 441 | 88 255 | 87 805 | 86 395 |
|               | 2010   | 2011   | 2012   | 2013   | 2015   | 2017   | 2020   |